# Pontins Professional de 1976
El Pontins Professional de 1976 fue un torneo de snooker, profesional y de invitación, que se celebró en la localidad galesa de Prestatyn entre el 1 y el 8 de mayo de 1976. Fue la tercera edición del Pontins Professional, organizado por primera vez en 1974. Ray Reardon, que se impuso a Fred Davis en la final, se proclamó campeón.

## Resultados
Recalcado en negrita figura el ganador de cada partido.
|  | cuartos de final (al mejor de 13) | cuartos de final (al mejor de 13) |             |    | semifinales (al mejor de 13) | semifinales (al mejor de 13) |  |  | final (al mejor de 19) | final (al mejor de 19) |
|  |                                   |                                   |             |    |                              |                              |  |  |                        |                        |
|  |                                   |                                   |             |    |                              |                              |  |  |                        |                        |
|  |                                   |                                   |             |    |                              |                              |  |  |                        |                        |
|  | Ray Reardon                       | 7                                 |             |    |                              |                              |  |  |                        |                        |
|  | Ray Reardon                       | 7                                 |             |    |                              |                              |  |  |                        |                        |
|  | Dennis Taylor                     | 4                                 |             |    |                              |                              |  |  |                        |                        |
|  | Dennis Taylor                     | 4                                 | Ray Reardon | 7  |                              |                              |  |  |                        |                        |
|  |                                   |                                   | Ray Reardon | 7  |                              |                              |  |  |                        |                        |
|  |                                   | John Spencer                      | 3           |    |                              |                              |  |  |                        |                        |
|  | John Spencer                      | John Spencer                      | 3           | 7  |                              |                              |  |  |                        |                        |
|  | John Spencer                      |                                   |             | 7  |                              |                              |  |  |                        |                        |
|  | John Pulman                       | 2                                 |             |    |                              |                              |  |  |                        |                        |
|  | John Pulman                       | 2                                 | Ray Reardon | 10 |                              |                              |  |  |                        |                        |
|  |                                   |                                   | Ray Reardon | 10 |                              |                              |  |  |                        |                        |
|  |                                   | Fred Davis                        | 9           |    |                              |                              |  |  |                        |                        |
|  | Fred Davis                        | Fred Davis                        | 9           | 7  |                              |                              |  |  |                        |                        |
|  | Fred Davis                        |                                   |             | 7  |                              |                              |  |  |                        |                        |
|  | Willie Thorne                     | 4                                 |             |    |                              |                              |  |  |                        |                        |
|  | Willie Thorne                     | 4                                 | Fred Davis  | 7  |                              |                              |  |  |                        |                        |
|  |                                   |                                   | Fred Davis  | 7  |                              |                              |  |  |                        |                        |
|  |                                   | Graham Miles                      | 2           |    |                              |                              |  |  |                        |                        |
|  | Graham Miles                      | Graham Miles                      | 2           | 7  |                              |                              |  |  |                        |                        |
|  | Graham Miles                      |                                   |             | 7  |                              |                              |  |  |                        |                        |
|  | Rex Williams                      | 5                                 |             |    |                              |                              |  |  |                        |                        |
|  | Rex Williams                      | 5                                 |             |    |                              |                              |  |  |                        |                        |